# Victor Massé
Victor Massé   (An Oriant, 7 de març de 1822 - rue Victor-Massé, 5 de juliol de 1884) fou un compositor francès del Romanticisme.
Feu els estudis en el Conservatori de París i el 1844 assolí el Prix de Rome (una beca francesa per estudiar a Roma) per a la seva cantata Le Renégat de Tanger. Acabat el temps de la pensió retornà a França i es donà conèixer per la composició de romances i melodies, tant inspirades com elegants, fins que el 1852 donà al teatre la seva primera òpera La chanteuse voilée, que fou molt ben acollida pel públic. El 1860 fou nomenat cap de cant de l'Òpera i el 1866 professor de composició del Conservatori de París on tingué entre altres alumnes, el jove Alexis de Castillon.
A més de les obres ja citades cal mencionar:
- La Favorita e la Schiava, (1852);
- Galathée (1852);
- Les noces de Jeannette (1853);
- La fiancée du Diable (1854);
- Miss Fauvette (1855);
- Les saisons (1855);
- La reine Topaze (1856);
- Le cousin de Marivaux (1857);
- Les chaises à porteurs (1858);
- La Fée Carabosse (1859);
- La mule de Pedro (1863);
- Fior d'Aliza (1866);
- Le fils du brigadier (1867);
- Mariette la Promise, Paul et Virginie (1876);
- Petrarque (1880);
- Une nuit de Cléopâtre (1885).